# Achille Compagnoni

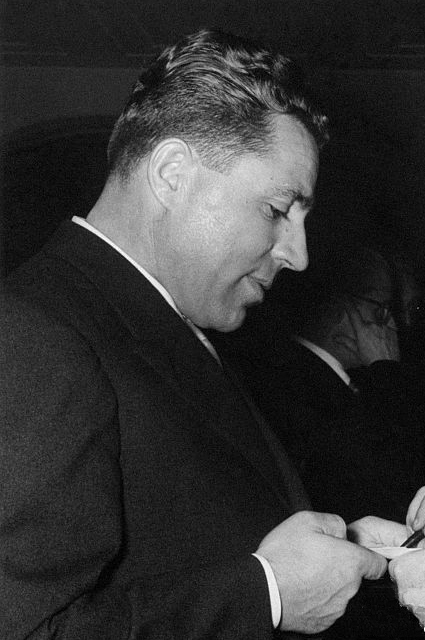
Achille Compagnoni in 1955

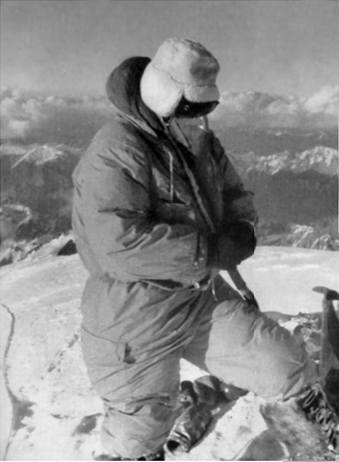
Achille Compagnoni op de top van de K2 tijdens de eerstbeklimming op 31 juli 1954

Achille Compagnoni (Santa Caterina di Valfurva, 26 september 1914 - Aosta, 13 mei 2009) was een Italiaans alpinist.
Samen met Lino Lacedelli bereikte hij op 31 juli 1954 als eerste de top van de K2, de tweede hoogste berg ter wereld, die steiler en gevaarlijker is dan de Mount Everest. Tijdens de expeditie werd Compagnoni's beslissing om het eindkamp (IX) hoger te plaatsen dan voordien afgesproken, een punt van discussie. Compagnoni beweerde dat Walter Bonatti een deel van de zuurstofvoorraad, bedoeld voor de top, had opgebruikt, waardoor er onvoldoende overbleef voor de finale beklimming. Walter Bonatti ontkende dit en werd daarvoor in 1984 voor het Italiaans gerecht in het gelijk gesteld.